# مايكل إيفيفيرها
مايكل إيفيفيرها (بالإنجليزية: Michael Efevberha)‏ مواليد 22 أغسطس 1984 في بومونا، هو لاعب كرة سلة أمريكي. بدأ مسيرته الاحترافية في سنة 2006. يلعب مع الحكمة اللبناني. يحمل الرقم 8. يبلغ طوله 6 قدم 4 بوصة (1.9 م). لعب كرة السلة الجامعية في جامعة كاليفورنيا.

## المسيرة الاحترافية
لعب مع آيوا إنرجي في موسم 2007–2008، ثم لعب مع ويلينغتون ساينتس في سنة 2009، ثم لعب مع آيوا إنرجي في موسم 2011–2012، ثم لعب مع نادي نيمبورك لكرة السلة في سنة 2013.

## روابط خارجية
- مايكل إيفيفيرها على موقع الاتحاد الدولي لكرة السلة (الإنجليزية)
- مايكل إيفيفيرها على موقع الدوري التايواني الممتاز لكرة السلة (الصينية)
- مايكل إيفيفيرها على موقع كرة السلة الأوروبية.كوم (الإنجليزية)
- مايكل إيفيفيرها على موقع كلية كرة السلة في سبورتس رفرنس.كوم (الإنجليزية)
- مايكل إيفيفيرها على موقع ريلجم (الإنجليزية)
- مايكل إيفيفيرها على موقع بروبوليرز (الإنجليزية)
- مايكل إيفيفيرها على موقع سبورتس رفرنس (الإنجليزية)
- مايكل إيفيفيرها على موقع سبورتس رفرنس (الإنجليزية)